# پاراتیراندازی در پارالمپیک تابستانی ۲۰۲۴
پاراتیراندازی، یکی از ورزش‌های برگزار شده در پارالمپیک تابستانی ۲۰۲۴ بود. این دوره از مسابقات از ۳۰ اوت تا ۵ سپتامبر ۲۰۲۴ در مرکز ملی تیراندازی در شاتورو برگزار شد.
در پاراتیراندازی، امتیازات بخش تیمی براساس امتیازات انفرادی افراد محاسبه می‌گردد.

## گزینش
ورزشکاران از مسیرهای زیر توانستند جواز حضور در این دوره از مسابقات را کسب کنند.
| مسیر راهیابی                     | تاریخ              | مکان     | شمار | برگزیده‌ها |
| -------------------------------- | ------------------ | -------- | ---- | --- |
| جام جهانی ۲۰۲۲                   | ۴–۱۳ ژوئن ۲۰۲۲     | شاتورو   | ۱۸   | چین (۲) · فرانسه (۳) · مجارستان (۱) · هند (۲) · اسرائیل (۱) · لهستان (۲) · صربستان (۱) · اسلواکی (۱) · سوئیس (۱) · تایلند (۱) · ترکیه (۱) · ازبکستان (۱) |
| قهرمانی پاراتیراندازی جهان ۲۰۲۲  | ۳–۱۸ نوامبر ۲۰۲۲   | Al Ain   | ۳۱   | دانمارک (1) · فرانسه (۳) · آلمان (۱) · بریتانیای کبیر (۱) · مجارستان (۱) · هند (۱) · اندونزی (۱) · ایران (۳) · ایتالیا (۱) · مقدونیه شمالی (۱) · صربستان (۱) · اسلواکی (۱) · کره جنوبی (۶) · تایلند (۱) · ترکیه (۱) · اوکراین (۴) · امارات متحده عربی (۱) · ایالات متحده آمریکا (۱) |
| قهرمانی پاراتیراندازی جهان ۲۰۲۳  | ۱۹–۲۹ سپتامبر ۲۰۲۳ | لیما     | ۳۳   | |
| بازی‌های پاراآسیایی ۲۰۲۲          | ۲۲–۲۸ اکتبر ۲۰۲۳   | هانگژو   | ۸    | کره جنوبی (۲) · هند (۱) · سنگاپور (۱) · امارات متحده عربی (۱) · ایران (۳) |
| بازی‌های پاراپان‌آمریکن ۲۰۲۳       | ۱۷–۲۵ نوامبر ۲۰۲۳  | سانتیاگو | ۴    | ایالات متحده آمریکا (۱) · کوبا (۱) · کلمبیا (۱) · برزیل (۱) |
| جام جهانی ۲۰۲۴                   | ۶–۱۴ مارس ۲۰۲۴     | دهلی نو  | ۲۰   | |
| قهرمانی پاراتیراندازی اروپا ۲۰۲۴ | ۳۰ مه –۷ ژوئن ۲۰۲۴ | گرانادا  | ۱۶   | |
| تخصیص دعوت‌نامه با حفظ اولویت خاص | ۲۰۲۴               |          | ۷    | |
| سهمیه اقیانوسیه                  |                    |          | ۱    | |
| سهمیه آفریقا                     |                    |          | ۱    | |
| سهمیه کشور میزبان                | ۱۳ سپتامبر ۲۰۱۷    | لیما     | ۲    | فرانسه |
| کل                               |                    |          | ۱۶۰  | |

## جدول مدال‌ها
*   کشور میزبان (فرانسه)
| رتبه           | NPC                 | طلا | نقره | برنز | مجموع |
| -------------- | ------------------- | --- | ---- | ---- | ----- |
| ۱              | کره جنوبی           | ۳   | ۱    | ۲    | ۶     |
| ۲              | چین                 | ۲   | ۱    | ۲    | ۵     |
| ۳              | آلمان               | ۲   | ۰    | ۰    | ۲     |
| ۴              | اسلواکی             | ۱   | ۲    | ۰    | ۳     |
| ۵              | هند                 | ۱   | ۱    | ۲    | ۴     |
| ۶              | فرانسه*             | ۱   | ۱    | ۱    | ۳     |
| ۷              | اسلوونی             | ۱   | ۰    | ۰    | ۱     |
| ۷              | ایران               | ۱   | ۰    | ۰    | ۱     |
| ۷              | صربستان             | ۱   | ۰    | ۰    | ۱     |
| ۱۰             | ازبکستان            | ۰   | ۱    | ۰    | ۱     |
| ۱۰             | ایالات متحده آمریکا | ۰   | ۱    | ۰    | ۱     |
| ۱۰             | برزیل               | ۰   | ۱    | ۰    | ۱     |
| ۱۰             | ترکیه               | ۰   | ۱    | ۰    | ۱     |
| ۱۰             | سوئد                | ۰   | ۱    | ۰    | ۱     |
| ۱۰             | قزاقستان            | ۰   | ۱    | ۰    | ۱     |
| ۱۰             | گرجستان             | ۰   | ۱    | ۰    | ۱     |
| ۱۷             | اسپانیا             | ۰   | ۰    | ۱    | ۱     |
| ۱۷             | ایتالیا             | ۰   | ۰    | ۱    | ۱     |
| ۱۷             | بریتانیای کبیر      | ۰   | ۰    | ۱    | ۱     |
| ۱۷             | دانمارک             | ۰   | ۰    | ۱    | ۱     |
| ۱۷             | لهستان              | ۰   | ۰    | ۱    | ۱     |
| ۱۷             | ژاپن                | ۰   | ۰    | ۱    | ۱     |
| مجموع (۲۲ NPC) | مجموع (۲۲ NPC)      | ۱۳  | ۱۳   | ۱۳   | ۳۹    |

## مدال‌آوران
*   کشور میزبان (فرانسه)
| رتبه           | NPC                 | طلا | نقره | برنز | مجموع |
| -------------- | ------------------- | --- | ---- | ---- | ----- |
| ۱              | کره جنوبی           | ۳   | ۱    | ۲    | ۶     |
| ۲              | چین                 | ۲   | ۱    | ۲    | ۵     |
| ۳              | آلمان               | ۲   | ۰    | ۰    | ۲     |
| ۴              | اسلواکی             | ۱   | ۲    | ۰    | ۳     |
| ۵              | هند                 | ۱   | ۱    | ۲    | ۴     |
| ۶              | فرانسه*             | ۱   | ۱    | ۱    | ۳     |
| ۷              | اسلوونی             | ۱   | ۰    | ۰    | ۱     |
| ۷              | ایران               | ۱   | ۰    | ۰    | ۱     |
| ۷              | صربستان             | ۱   | ۰    | ۰    | ۱     |
| ۱۰             | ازبکستان            | ۰   | ۱    | ۰    | ۱     |
| ۱۰             | ایالات متحده آمریکا | ۰   | ۱    | ۰    | ۱     |
| ۱۰             | برزیل               | ۰   | ۱    | ۰    | ۱     |
| ۱۰             | ترکیه               | ۰   | ۱    | ۰    | ۱     |
| ۱۰             | سوئد                | ۰   | ۱    | ۰    | ۱     |
| ۱۰             | قزاقستان            | ۰   | ۱    | ۰    | ۱     |
| ۱۰             | گرجستان             | ۰   | ۱    | ۰    | ۱     |
| ۱۷             | اسپانیا             | ۰   | ۰    | ۱    | ۱     |
| ۱۷             | ایتالیا             | ۰   | ۰    | ۱    | ۱     |
| ۱۷             | بریتانیای کبیر      | ۰   | ۰    | ۱    | ۱     |
| ۱۷             | دانمارک             | ۰   | ۰    | ۱    | ۱     |
| ۱۷             | لهستان              | ۰   | ۰    | ۱    | ۱     |
| ۱۷             | ژاپن                | ۰   | ۰    | ۱    | ۱     |
| مجموع (۲۲ NPC) | مجموع (۲۲ NPC)      | ۱۳  | ۱۳   | ۱۳   | ۳۹    |

### مردان
| R۱ تفنگ بادی ۱۰ متر ایستاده     | SH1 | پارک جین-هو · کره جنوبی | یرکین گاباسوف · قزاقستان | مارتین بلاک یوگنسن · دانمارک |
| R7 تفنگ گلوله‌ای ۵۰ متر ۳ موقعیت | SH1 | پارک جین-هو · کره جنوبی | دونگ چائو · چین          | مارک دوبروولسکی · لهستان     |
| P1 تپانچه بادی ۱۰ متر           | SH1 | جو جئونگ-دو · کره جنوبی | مانیش ناروال · هند       | یانگ چائو · چین              |

### زنان
| R2 تفنگ بادی ۱۰ متر ایستاده      | SH1 | آوانی لخارا · هند      | لی یون-ری · کره جنوبی       | مونا آگاروال · هند   |
| R8 تفنگ گلوله‌ای سه موقعیت ۵۰ متر | SH1 | ناتاشا هیلتروپ · آلمان | ورونیکا وادویکووا · اسلواکی | ژانگ کویپین · چین    |
| P2 تفنگ بادی ۱۰ متر              | SH1 | ساره جوانمردی · ایران  | آیسل اوزگان · ترکیه         | روبینا فرانسیس · هند |

### مختلط
| R3 تفنگ بادی ۱۰ متر خوابیده    | SH1 | ورونیکا وادوویکوا · اسلواکی   | رادوسلاو مالنوسکی · اسلواکی           | خوآن آنتونیو ساودرا رینالدو · اسپانیا |
| R6 تفنگ گلوله‌ای ۵۰ متر خوابیده | SH1 | ناتاشا هلیتروپ · آلمان        | آنا بنسون · سوئد                      | جین- لویس میکود · فرانسه              |
| P3 تپانچه ۲۵ متر               | SH1 | یانگ چائو · چین               | یانگ ژیائو گونگ · ایالات متحده آمریکا | کیم جونگ-نام · کره جنوبی              |
| P4 تپانچه ۵۰ متر               | SH1 | یانگ چائو · چین               | سرور ابراگیموف · ازبکستان             | داویده فرانسسچتی · ایتالیا            |
| R4 تفنگ بادی ۱۰ متر ایستاده    | SH2 | فرانسک گورازد تیرشک · اسلوونی | تانگوی د لا فورست · فرانسه            | سئو هون-تی · کره جنوبی                |
| R5 تفنگ بادی ۱۰ متر خوابیده    | SH2 | تانگوی د لا فورست · فرانسه    | الکساندرا گالگانی · برزیل             | میکا میزوتا · ژاپن                    |
| R9 تفنگ گلوله‌ای ۵۰ متر         | SH2 | دراگون ریستیک · صربستان       | ولادیمر شینتجارالی · گرجستان          | تیم جفری · بریتانیای کبیر             |